# Takuji Miyoshi
Takuji Miyoshi (三好 拓児 Miyoshi Takuji?, nacido el 20 de agosto de 1978 en Fukuoka) es un exfutbolista japonés. Jugaba de defensa y su último club fue el FC Ryukyu de Japón.

## Trayectoria

### Clubes
| Club            | País  | Año         |
| --------------- | ----- | ----------- |
| Avispa Fukuoka  | Japón | 1997 - 2001 |
| Sagan Tosu      | Japón | 2002 - 2004 |
| ALO's Hokuriku  | Japón | 2004 - 2006 |
| Valiente Toyama | Japón | 2007        |
| FC Ryukyu       | Japón | 2007 - 2008 |